# فهرست قنات‌های شهرستان پاکدشت
جدول زیر براساس آمار وزارت جهاد کشاورزی تهیه شده‌است. فهرست زیر قنات‌های شهرستان پاکدشت در استان تهران را نشان می‌دهد.
| نام قنات               | موقعیت                      | نزدیک‌ترین روستا | طول قنات (متر) | تعداد میله چاه | عمق مادر چاه | دبی (لیتر بر ثانیه) | سطح زیر کشت (هکتار) |
| ---------------------- | --------------------------- | --------------- | -------------- | -------------- | ------------ | ------------------- | ------------------- |
| توچال                  | بخش مرکزی شهرستان پاکدشت    | توچال           | ۲۰۰۰           | ۸۰             | ۲۵           | ۵۵                  | ۶۳                  |
| حصار امیر              | بخش مرکزی شهرستان پاکدشت    | حصارامیر        | ۳۵۰۰           | ۱۲۵            | ۱۸           | ۱۷                  | ۷۰۰                 |
| سرخه حصار              | بخش شریف‌آباد شهرستان پاکدشت | سرخه حصار       | ۴۲۰۰           | ۱۳۰            | ۳۵           | ۱۲                  | ۱۰۰۰                |
| علی‌آباد میرزاابوالقاسم | بخش شریف‌آباد شهرستان پاکدشت | علی‌آباد         | ۳۵۰۰           | ۸۰             | ۴۰           | ۱۸                  | ۲۵۰                 |
| مافی‌آباد               | بخش شریف‌آباد شهرستان پاکدشت | مافی‌آباد        | ۲۰۰۰           | ۶۰             | ۱۸           | ۱۳                  | ۶۵۰                 |
| یبرداغدان              | بخش مرکزی شهرستان پاکدشت    | یبرداغدان       | ۳۰۰۰           | ۲۵             | ۲۵           | ۱۲۵                 | ۸۳۰                 |